# Universidade de Hanôver
A Universidade de Hanôver, oficialmente denominada Universidade de Hanôver Gottfried Wilhelm Leibniz (Gottfried Wilhelm Leibniz Universität Hannover, em alemão) é uma das mais prestigiadas universidades da Alemanha. Está estabelecida em Hanôver, na Baixa Saxônia, e foi fundada em 1831.
A Universidade adotou o nome do filósofo e matemático Gottfried Wilhelm Leibniz, o qual serviu a casa de Hanôver, entre 1676 e 1716, como conselheiro de justiça, historiador, conselheiro político e bibliotecário no ducado de Brunsvique-Luneburgo, local em que se situava a cidade de Hanôver.

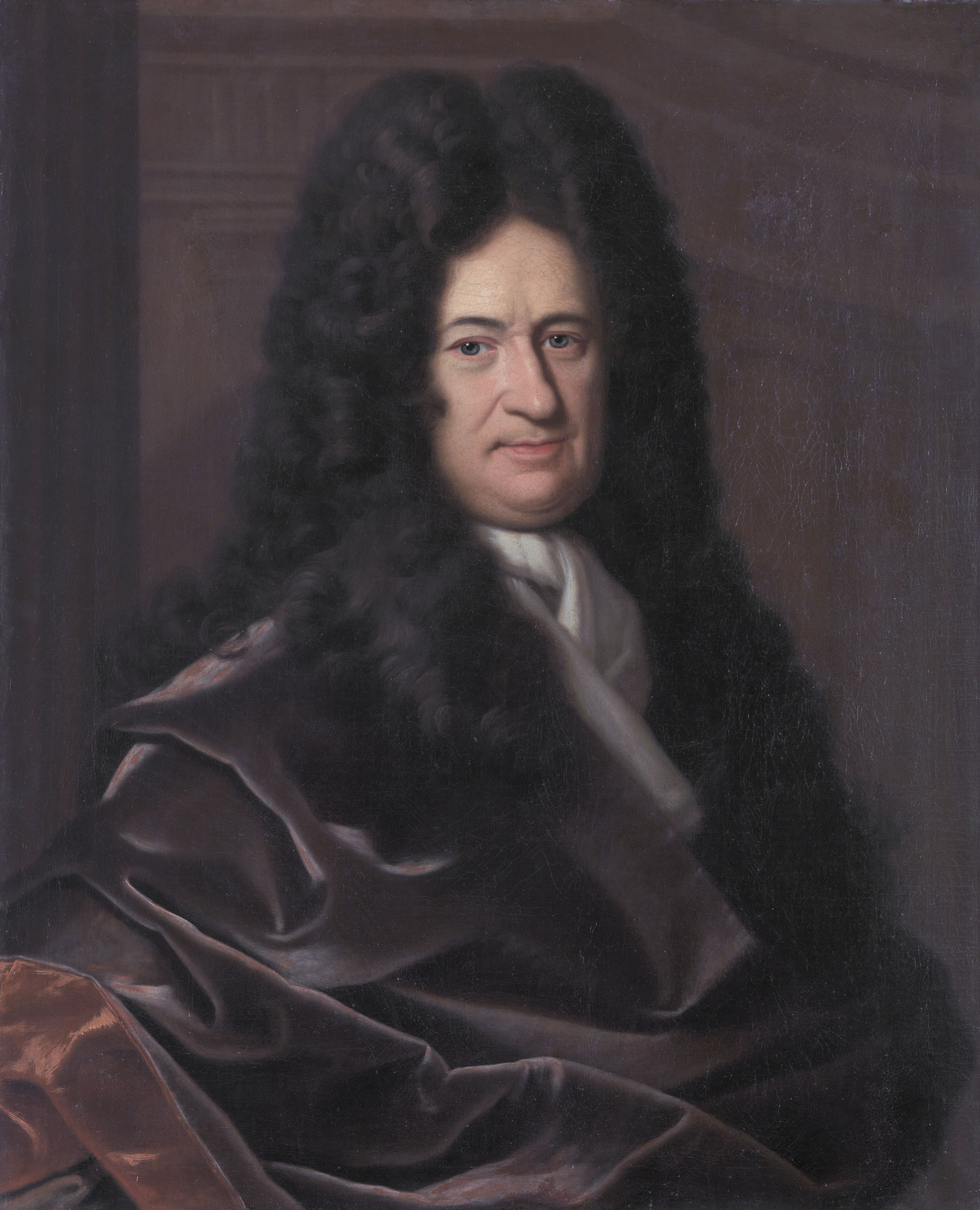
Gottfried Wilhelm Leibniz, pintura de Christoph Bernhard Francke do ano 1700